# Zwarte moerasloper
De zwarte moerasloper (Oodes helopioides) is een keversoort uit de familie van de loopkevers (Carabidae). De wetenschappelijke naam van de soort werd in 1792 gepubliceerd door Johann Christian Fabricius.